# Biestow
Biestow ist ein Ortsteil im Süden der Stadt Rostock.

## Geschichte

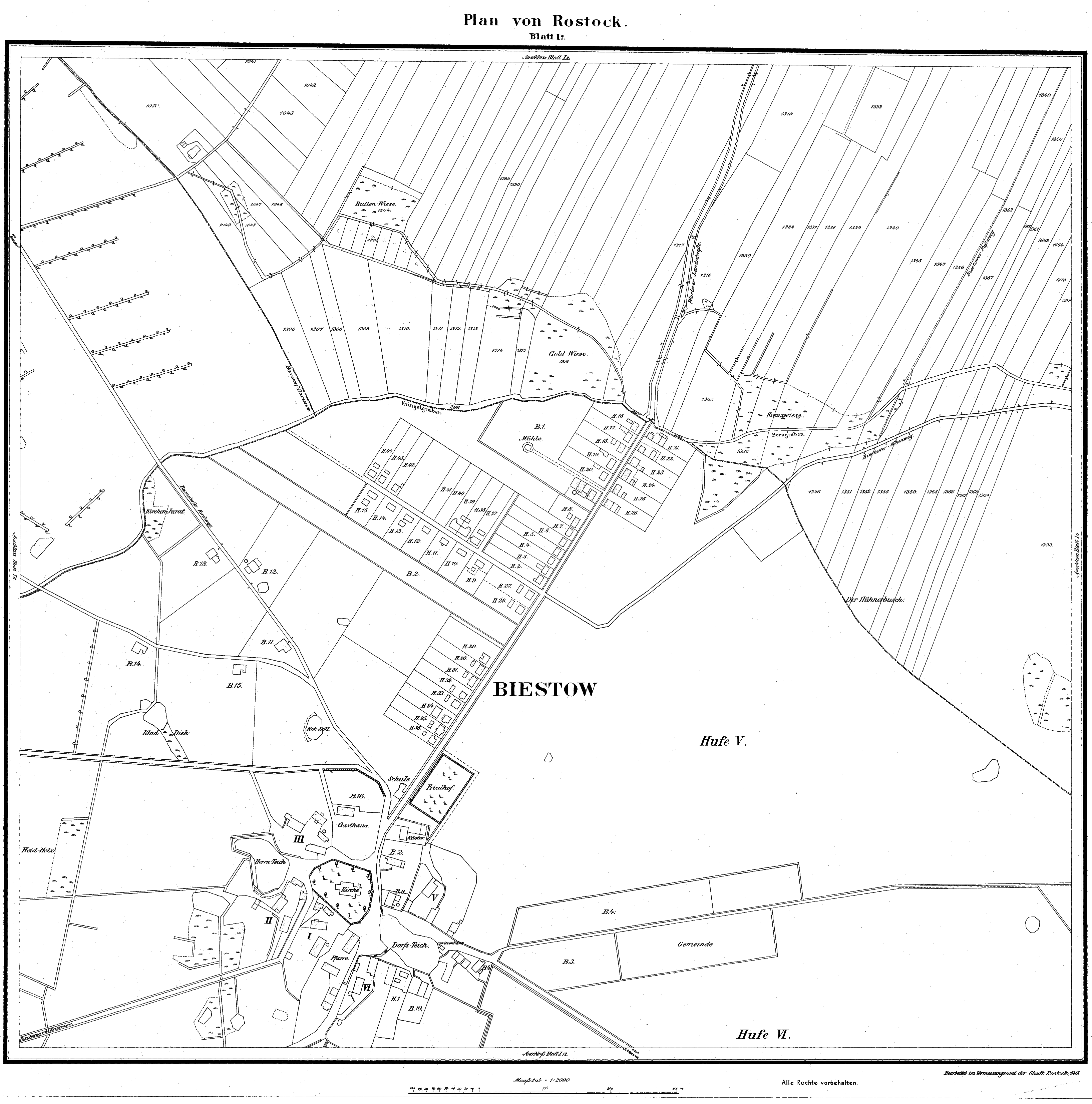
Karte von Rostock 1911

Das ehemalige Bauerndorf südlich von Rostock wurde am 6. Mai 1282 erstmals schriftlich erwähnt. Sein früher Name Bystove ist slawischen Ursprungs und nimmt Bezug auf die erste Familie, in deren Besitz es stand (Übersetzung: Ort des Bysta). 1355 wurde Biestow an eine Rostocker Ratsfamilie verkauft und blieb unter wechselnden Familien 140 Jahre in patrizischem Besitz. Die Kollegiatsherren von Sankt Jakobi zu Rostock erwarben das Dorf 1495, womit es in kirchlichen Besitz überging. Nach der Reformation wurde Biestow ab dem 8. Februar 1571 durch das herzogliche Konsistorium zu Rostock verwaltet, später vom Amt Schwaan und ab 1857 durch das Amt Toitenwinkel.
Durch Erlass vom 23. August 1938 wurde mit Wirkung zum 1. April 1939 die Hufe V nach Rostock eingegliedert, was etwa 10 % der Gemeindefläche entsprach. Durch die am 1. Juli 1950 vorgenommene Eingemeindung des restlichen Dorfs nach Rostock entstand der heutige Ortsteil Biestow. 1995/1996 folgten um die historische Ortslage zwei Wohngebiete für Einfamilien-, Doppel- und Reihenhäuser, von denen eines nun auch städtebaulich den Anschluss an die Rostocker Südstadt bildet.
Der historische Ortskern wurde laut Verordnung am 20. April 2023 als Denkmalbereich „Biestow“ ausgewiesen. Die Verordnung der Hanse- und Universitätsstadt Rostock trat rückwirkend zum 2. Juni 2011 in Kraft. In der Begründung hieß es, als ehemaliges Kirchdorf bilde „Biestow mit seinem Dorfkern um die Dorfkirche, dem Pfarrgehöft und dem Dorfteich ein bedeutendes Zeugnis für die Geschichte der Menschen und die Entwicklung ihres Gemeinwesens sowie für die Siedlungsgeschichte“.

## Gebäude
Die sehr gut erhaltene und restaurierte Biestower Dorfkirche, eine Feldsteinkirche mit dreiteiligem Schiff, wurde im Jahr 1298 geweiht. Seitdem sind daran umfangreiche Veränderungen vorgenommen worden, so im 20. Jahrhundert am Turm. Erwähnenswert sind an dieser Kirche außerdem ein Kruzifix aus dem 14. Jahrhundert, mittelalterliche Deckenmalereien und die restaurierte Friese-Orgel.
Im Stadtteil- und Begegnungszentrum (SBZ) für Biestow und die Südstadt gibt es neben dem offenen Kinder- und Jugendtreff vielfältige Angebote für alle Generationen.

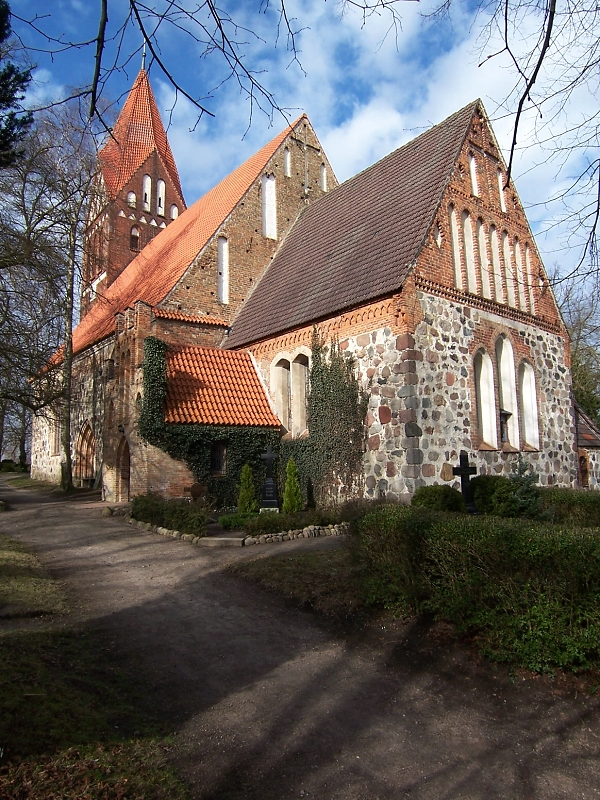
Kirche in Biestow
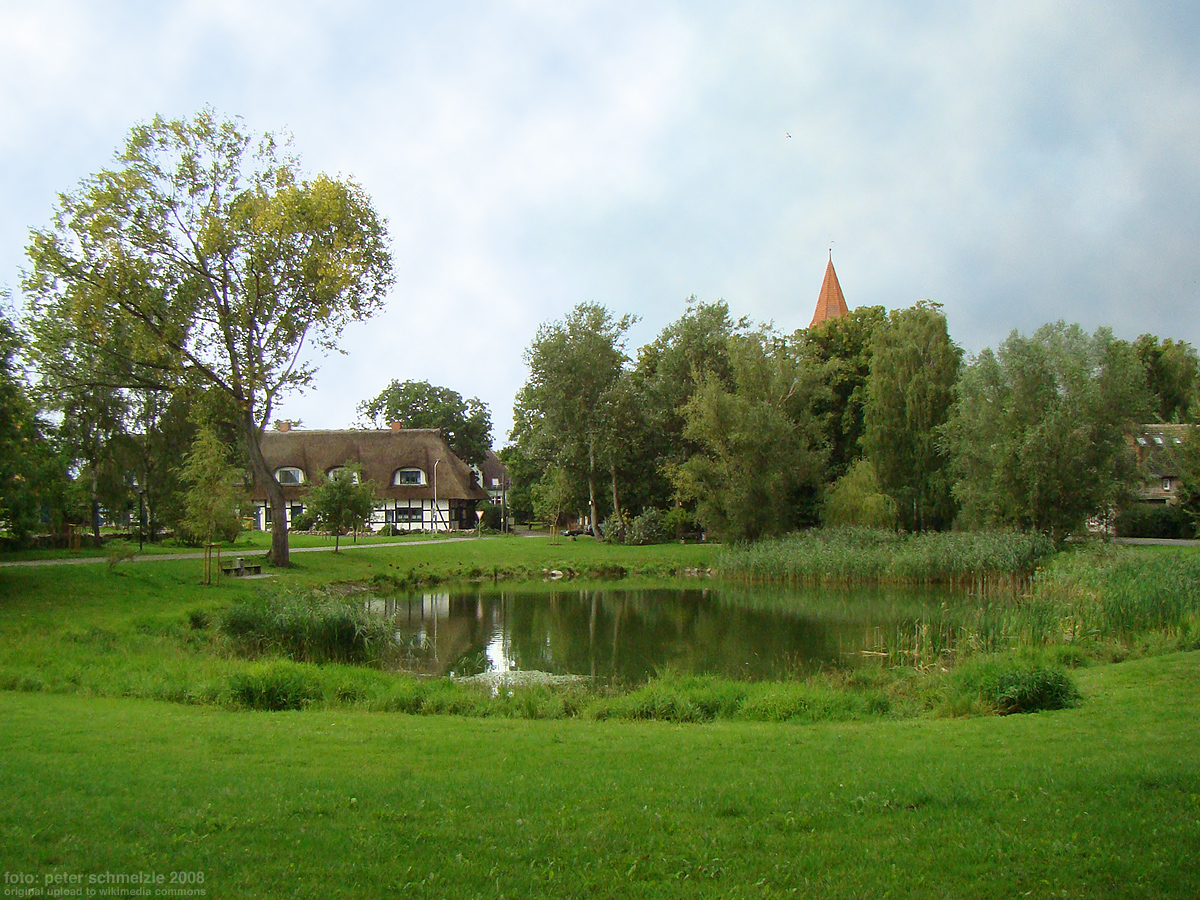
Dorfteich in Biestow